# Хан Сохи
Хан Сохи (кор. 한소희; при рождении Ли Сохи (кор. 이소희); род. 18 ноября 1993, Ульсан) — южнокорейская актриса и модель.
Наиболее известна ролями в телесериалах «Мир женатой пары» (2020), «Я знаю, но…» (2021) и «Моё имя» (2021).

## Ранняя жизнь
Хан Сохи родилась 18 ноября 1993 года в Ульсане. Она ходила в Ульсанскую старшую школу девочек и Старшую школу искусств Ульсана.
Училась в Университете Седжон (Сеул).

## Карьера

### 2017—2019: Начало карьеры
Хан Сохи в 2017 году дебютировала на телевидении небольшой ролью в «Воссоединившихся мирах». Затем получила первые заметные роли в телесериалах. «Денежный цветок» (2017), «Муж на 100 дней» (2018) и «Бездна» (2019).

### С 2020: Прорыв
В 2020 Хан снялась в «Мире женатой пары», ставшей дорамой с самым высоким рейтингом в истории корейского кабельного телевидения. Актриса получила широкое признание благодаря огромному успеху сериала. В 2021 Хан Сохи снялась в сериалах «Я знаю, но…» и «Мое имя / Во имя мести», а в 2022 вышел 4х серийный сериал с её участием «Саундтрек #1».
В 2023 снялась в клипе на сингл «Seven» певца Чон Джонгука из BTS.

## Фильмография
| Год  |   | Русское название | Оригинальное название | Роль                   |
| ---- | - | ---------------- | --------------------- | ---------------------- |
| 2017 | с | Денежный цветок  | 돈꽃                  | Юн Совон               |
| 2018 | с | Муж на 100 дней  | 백일의 낭군님         | Ким Сохё               |
| 2018 | с | После дождя      | 옥란면옥              | Суджин                 |
| 2019 | с | Бездна           | 어비스                | Чан Хи Джин / О Соджин |
| 2020 | с | Мир женатой пары | 부부의 세계           | Ё Дагён                |
| 2021 | с | Я знаю, но...    | 알고있지만            | Ю Наби                 |
| 2021 | с | Моё имя          | 마이네임              | Юн Джиу                |
| 2022 | с | Саундтрек №1     | 사운드트랙#1          | Ли Ынсу                |
| 2023 | с | Существо Кёнсона | 경성 크리처           | Юн Чхэок               |

## Награды и номинации
| Год  | Награда | Категория              | Фильм/Сериал     | Итог      | Ссылки |
| ---- | ------- | ---------------------- | ---------------- | --------- | ------ |
| 2020 | Пэксан  | Лучшая актриса-новичок | Мир женатой пары | Номинация | [ 5 ]  |
| 2022 | Пэксан  | Лучшая актриса         | Моё имя          | Номинация | [ 6 ]  |

## Примечание
1. ↑  https://www.news1.kr/entertain/celebrity-topic/5586423
2. ↑  Im Sunny. 7 Things you need to know about actress Han So Hee of 'The World of the Married' (амер. англ.). Annyeong Oppa (24 апреля 2020). Дата обращения: 19 октября 2021. Архивировано 28 февраля 2021 года.
3. ↑  Kiew, Chelsea (18 мая 2020). The World Of The Married ends on a high, sets record as most watched South Korean cable drama. The Straits Times. Singapore. Архивировано 18 октября 2021. Дата обращения: 19 октября 2021.
4. ↑  Entertainment Desk. BTS’ Jungkook and Han So Hee are in the middle of a huge argument in Seven teaser. Watch (англ.). The Indian Express (13 июля 2023). Дата обращения: 2 декабря 2024.
5. ↑  MacDonald, Joan (8 мая 2020). Baeksang Arts Awards Announces Nominees And Plans To Proceed Without An Audience. Forbes. Архивировано 10 мая 2020. Дата обращения: 8 мая 2020.
6. ↑  Ahn Byung-gil. 58회 백상예술대상 후보 공개…영광의 주인공은? (кор.). Sports Kyunghyang (11 апреля 2022). Дата обращения: 11 апреля 2022. Архивировано 11 ноября 2020 года.